# Figurenfeld Alois Wünsche-Mitterecker

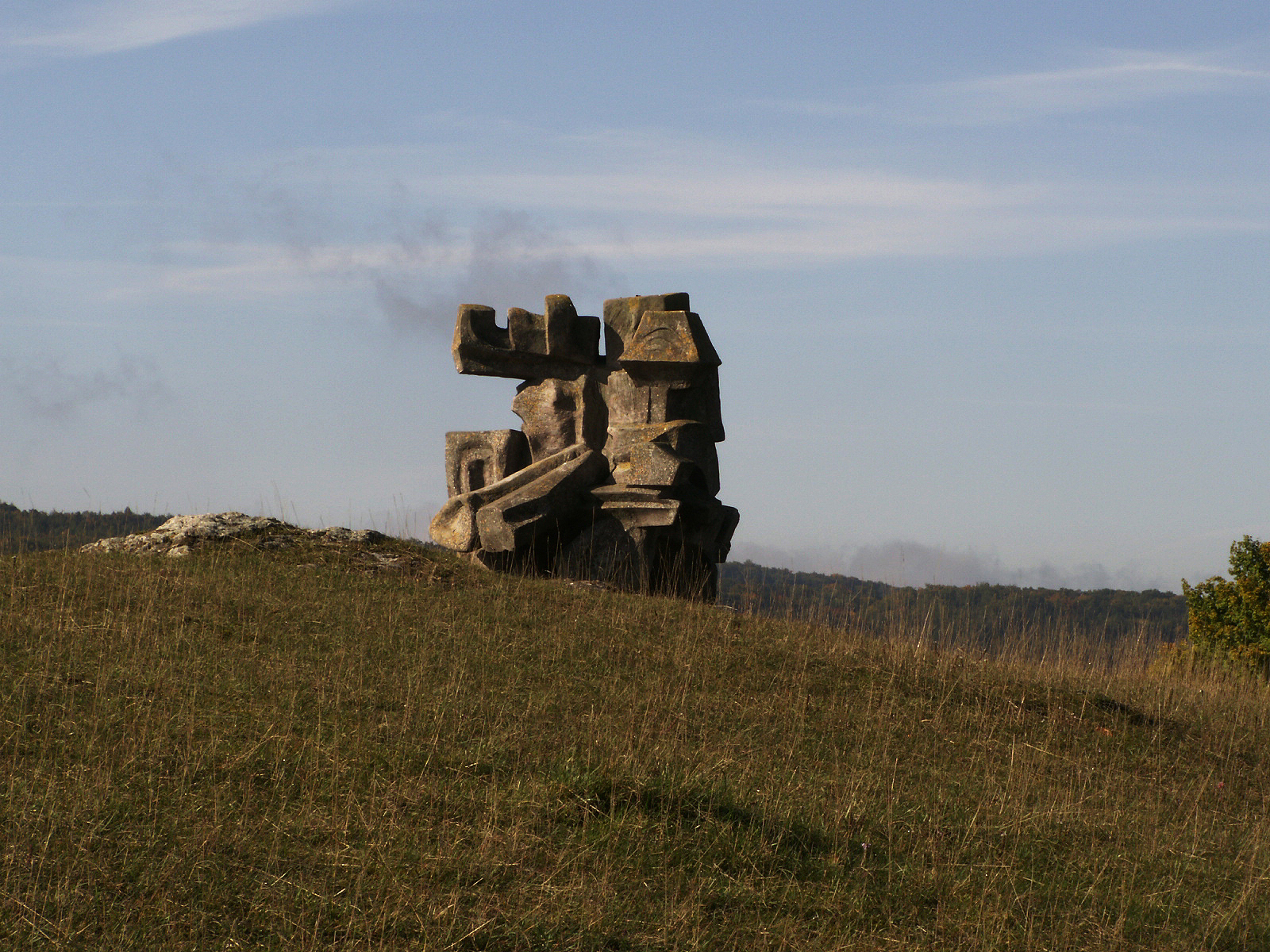
Wachter

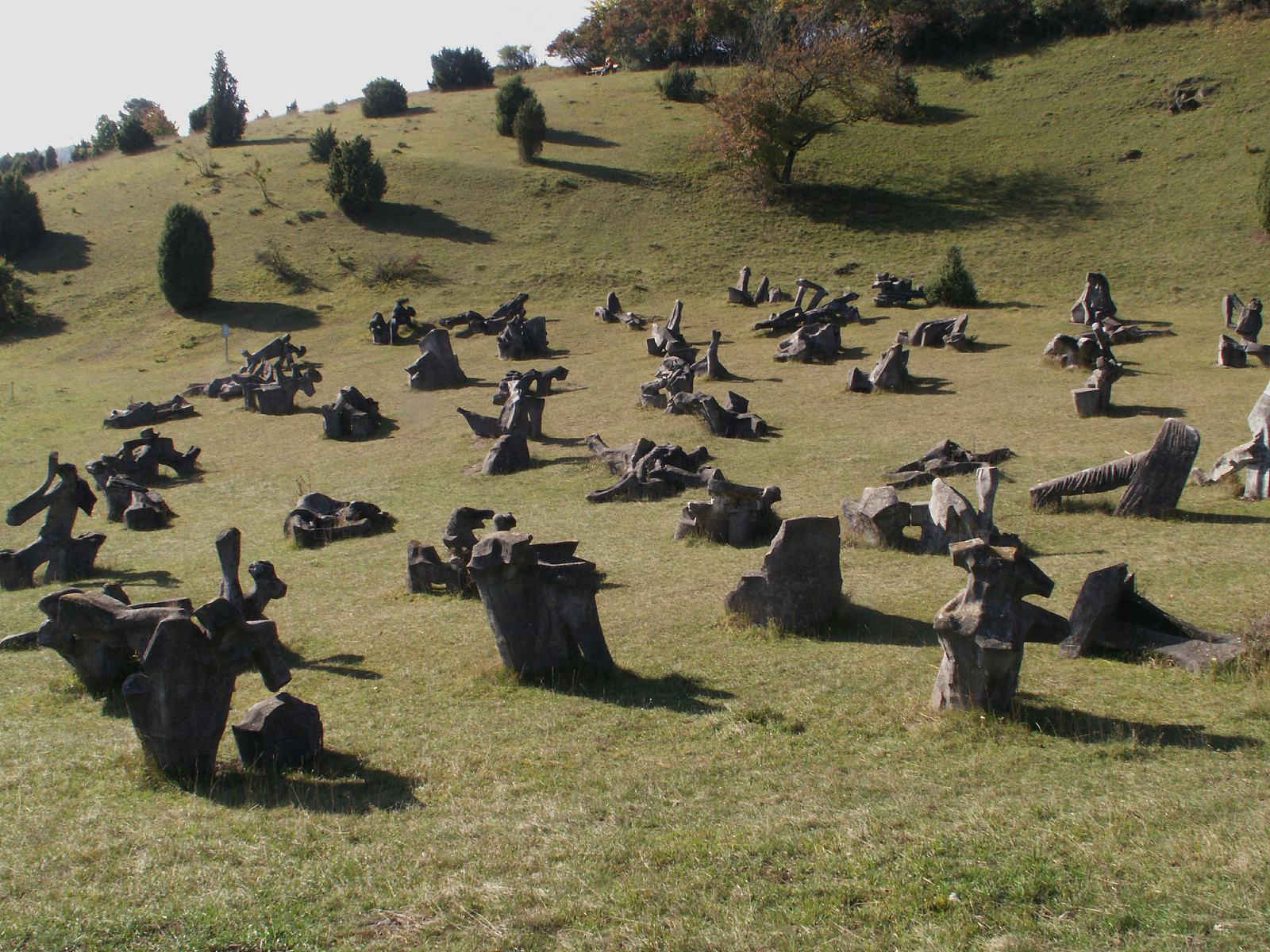
Het beeldenpark

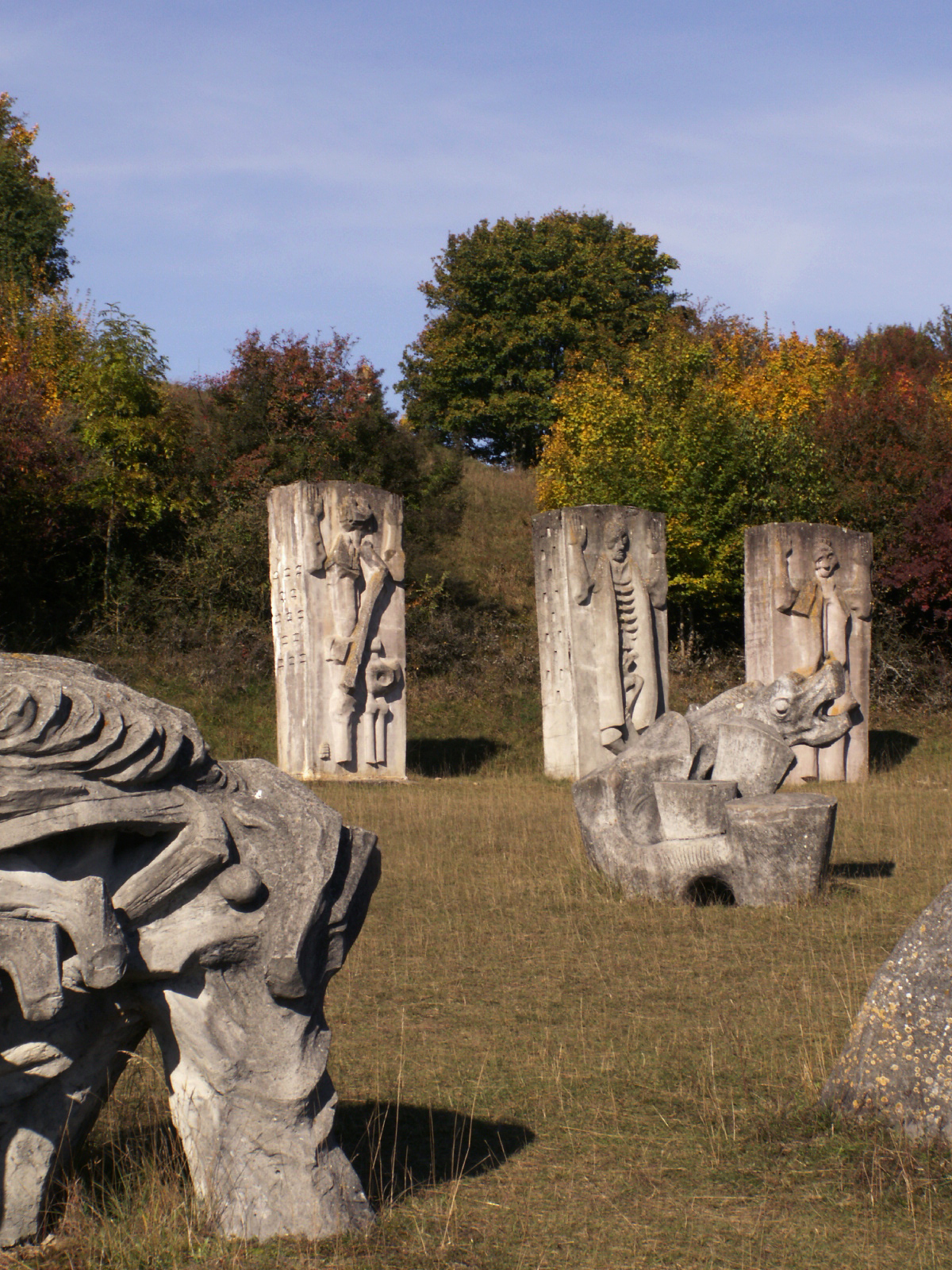
Drie reliëfs op de achtergrond

Figurenfeld Alois Wünsche-Mitterecker is een beeldenpark en gedenkteken in het Hessental bij Eichstätt in de Duitse deelstaat Beieren.

## Beeldenpark
Het beeldenpark is gelegen in het Beierse Juralandschap van het Hessental en omvat 78 levensgrote figuren. De kunstenaar, Alois Wünsche-Mitterecker, wilde op deze onherbergzame plaats een "Monumentum perpetuum" creëren, een monument voor de eeuwigheid, bedoeld als een waarschuwing tegen oorlog en geweld, waarbij het noch winnaars noch verliezers geeft. Wünsche-Mitterecker werkte van 1958 tot zijn dood in 1975 aan de realisering van zijn Figuren. Het werk bleef daarmee onvoltooid. Sinds 1976 is het Figurenfeld aangewezen als beschermd monument.
Het Figurenfeld, waarvan men bij de benadering vanaf de Jura-Hochstraße op de heuvels reeds enkele als wachters uitziende sculpturen ziet, is als een slagveld. Het veld is ongeordend, chaotisch zonder centraal punt of wandelpaden. De sculpturen verbeelden strijders en slachtoffers; beenderen, granaten en ander oorlogstuig; vallende, kruipende en liggende figuren; geen overwinnaars en geen verliezers. Drie steles met afbeeldingen in reliëf staan iets afzijdig en vormen het gedenkteken. Het zijn de machteloze gevangenen, die tegen oorlog en geweld waarschuwen.
De afzonderlijke sculpturen zijn niet in steen gehouwen, maar, na in gips te zijn gevormd, gegoten in een mengsel van cement, splinters portlandsteen en basalt. De sculpturen werden naar plan door de kunstenaar vervaardigd in zijn werkplaats in Eichstätt en naar het Figurenfeld getransporteerd. Een deel der beelden is tussen 1976 en 1979, dus na de dood van de kunstenaar in 1975, naar diens ontwerp uitgevoerd. In 1979 werd het beeldenpark officieel voor het publiek geopend. Reeds kort daarna werden vele beelden door tegenstanders van het project met voorhamers beschadigd, waaraan door de autoriteiten geen ruchtbaarheid werd gegeven. In de loop der decennia hebben de sculpturen een natuurlijk patina gekregen.

## Alois Wünsche-Mitterecker
Alois Mitterecker (Gleisdorf, 28 november 1903 – 1975) groeide als Alois Wünsche op bij zijn adoptief vader in Salzburg. Hij kreeg een opleiding schilderkunst van onder anderen de schilder van kerkelijke kunst Gebhard Fugel in München. In kerken rond Salzburg schilderde hij onder andere frescos en hij assisteerde zijn vroegere leraar Fugel in de St. Elisabeth Kirche in Berlin-Schöneberg. Als kunstenaar voegde hij zijn oorspronkelijke naam Mitterecker toe aan zijn achternaam. In 1936 kreeg hij voor zijn werk de Albrecht-Dürer-Preis. Hij verhuisde naar München en in 1940 trouwde hij. Gedurende de Tweede Wereldoorlog werd hij ingezet als oorlogstekenaar, eerst in Frankrijk en later aan het Oostfront tot in Letland. Hij registreerde wat hij zag en meemaakte in duizenden schetsen. Hij werd als krijgsgevangene door de Engelse bezettingsmacht geïnterneerd in Fallingbostel. Na zij vrijlating in 1947 voegde hij zich bij zijn echtgenote en drie kinderen, die tijdens de oorlog vanuit München waren gevlucht naar Eichstätt. In de omgeving decoreerde hij nog enige kerken met frescos en schilderingen. Hier ging hij ook met steen werken en hij realiseerde reliefs en steengietsels.
Het Figurenfeld was vanaf 1958 het enige project, waaraan hij, in alle eenzaamheid en zijn gezin verwaarlozend, tot zijn dood in 1975 heeft gewerkt.

## Fotogalerij

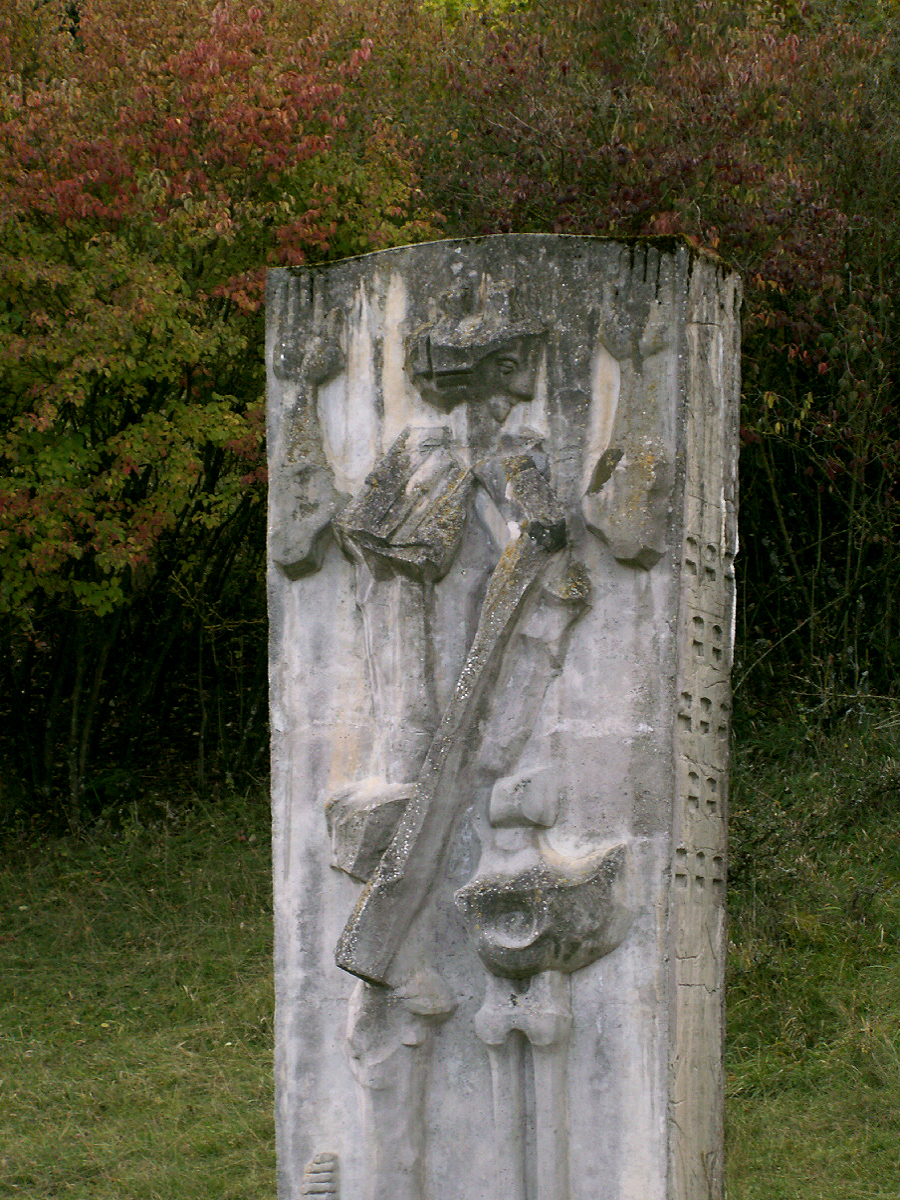
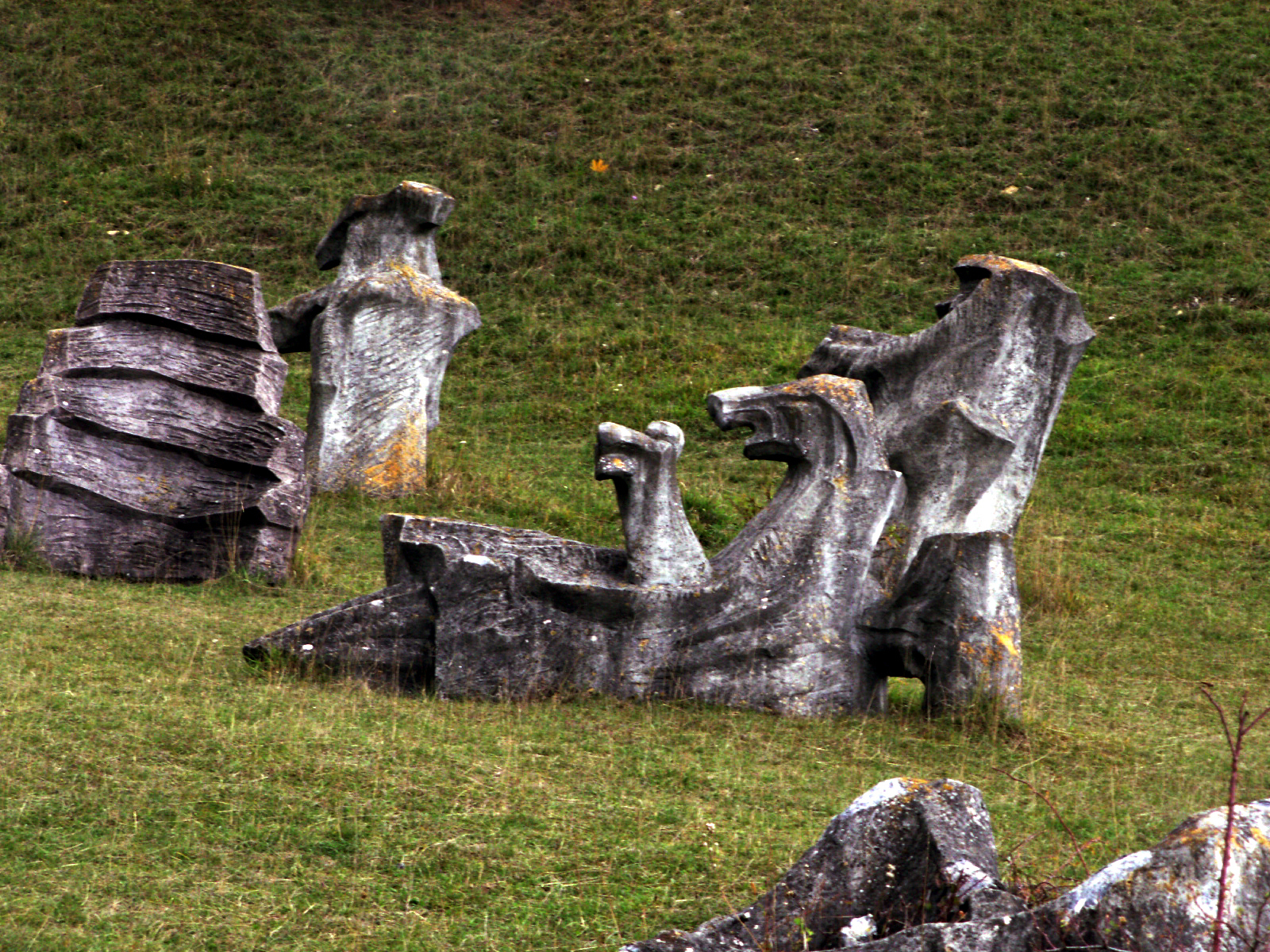
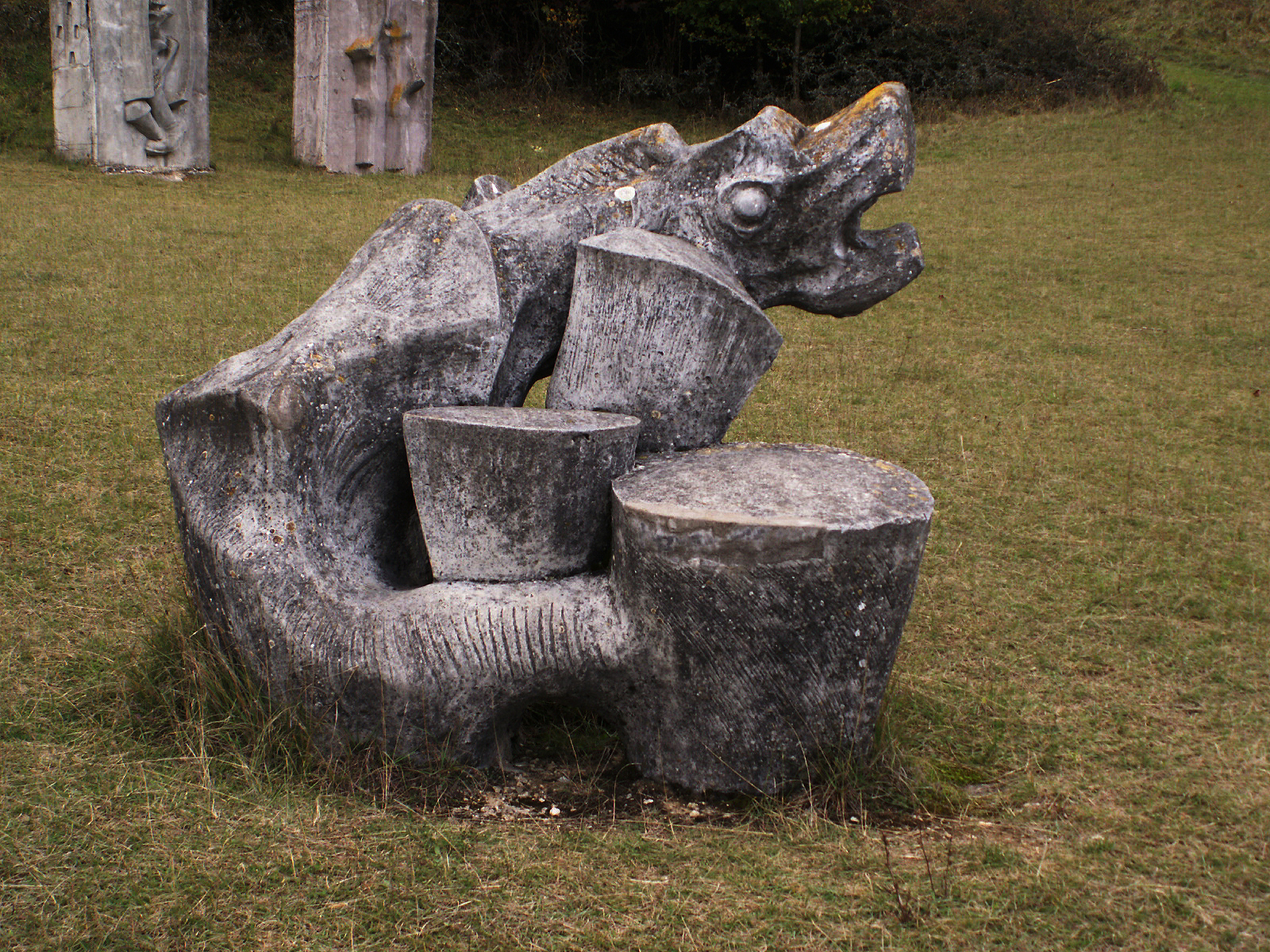
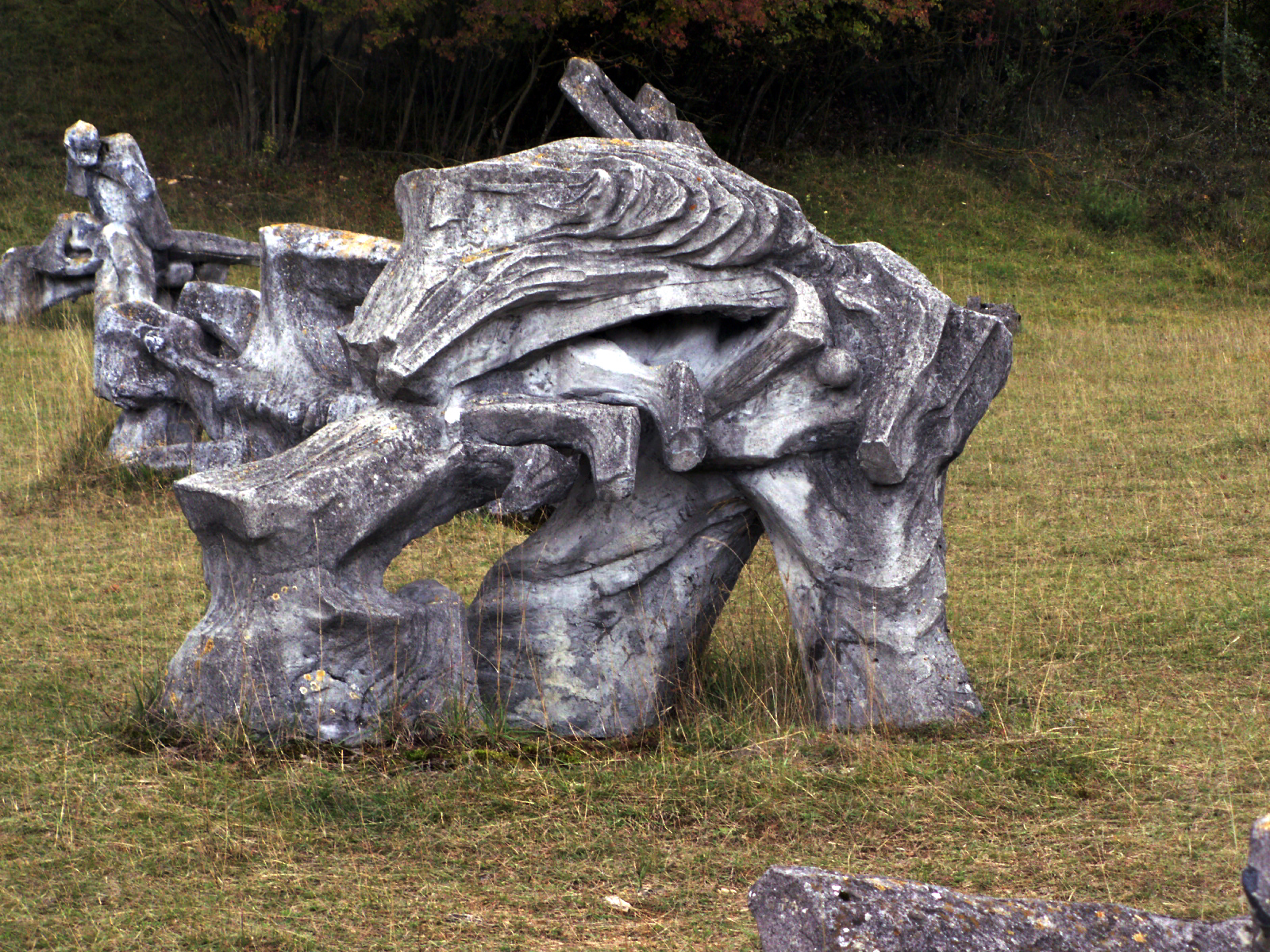